# 108 (číslo)
Sto osm je přirozené číslo. Následuje po číslu sto sedm a předchází číslu sto devět. Řadová číslovka je stý osmý nebo stoosmý. Římskými číslicemi se zapisuje CVIII.

## Matematika
108 je
- Abundantní číslo
- V desítkové soustavě nešťastné číslo
- Nepříznivé číslo
- V desítkové soustavě nejmenší trojciferné mocné číslo, které není druhou mocninou celého čísla
- Druhé nejmenší Achillovo číslo
- Tetranacciho číslo
- Přestupné číslo

## Chemie
- 108 je atomové číslo hassia; stabilní izotop s tímto neutronovým číslem mají 4 prvky (hafnium, tantal, wolfram a osmium); a nukleonové číslo nejméně běžného přírodního izotopu kadmia a druhého nejběžnějšího izotopu palladia[1]

## Roky
- 108
- 108 př. n. l.